# Sarah Hassan
Sarah Hassan (nascida em 5 de setembro de 1988, em Mombasa, no Quênia) é uma atriz, modelo e ex-apresentadora de TV que apareceu em vários filmes e séries de televisão. Ela é notável por seu papel nas séries de TV Citizen, como Tahidi High, The Wedding Show e Zora.

## Vida pregressa
Sarah Hassan nasceu em 5 de setembro de 1988 em Mombasa, no Quênia, e é filha única de seus pais. Ela começou a atuar aos cinco anos de idade. Ela estudou na Machakos Girls' High School e mais tarde ingressou na Jomo Kenyatta University of Agriculture and Technology, onde obteve o título de Bacharel em Ciências Atuariais.

## Carreira
Sarah fez sua estreia na TV em 2009, como Tanya, na série dramática do colégio queniano Tahidi High e se tornou uma das personagens principais da época. Ela também estrelou várias séries (tais como Semideuses, Santos e Mudanças) e apresentou o show de dança da África Oriental Sakata Mashariki. Em 2013, ela assumiu o papel de Noni Gathoni em The Wedding Show como apresentadora principal, papel que exerceu até dezembro de 2014. Além de atuar, ela é embaixadora de várias marcas de moda do Quênia. Atualmente, ela mora em Nairóbi, no Quênia.

## Vida pessoal
Sara Hassan se casou com Martin Dale, em 25 de fevereiro de 2017, e eles têm um filho.
Ela é prima de Anita Nderu.

## Filmografia
| Ano           | Título                         | Função      | Notas                              |
| ------------- | ------------------------------ | ----------- | ---------------------------------- |
| 2007          | Nefertiti e a Dinastia Perdida |             | Estréia                            |
| 2009          | Tahidi High                    | Tanya       | Ganhou - Prêmios Chaguo la Teeniez |
| 2010          | semideuses                     | Kamila      | papel de apoio                     |
| 2011          | santos                         | Lora        |                                    |
| 2011          | Sakata                         | Ela própria | Hospedeiro                         |
| 2011          | Mudanças                       | Liza        |                                    |
| 2013          | Casa de Lungula                | Chichi      | Filme                              |
| 2014–presente | Jane e Abel                    | Lia         | Elenco principal                   |
| 2014          | Viva ou morra                  | Mulher Gato | Filme                              |
| 2014          | Agora que você está aqui       | Catarina    | Filme curto                        |
| 2015–presente | Descoberta +254                | Ela própria | 26 episódios                       |
| 2015–presente | Como Encontrar um Marido       | Carol       | Papel principal                    |
| 2015–presente | Maisha Max                     | Hospedeiro  | Reality show                       |
| 2019          | Plano B                        | Lisa        | Elenco principal                   |
| 2021          | Na hora certa                  | Muthoni     | Elenco principal                   |
| 2021          | Zora                           | Zora        | Papel principal                    |

## Prêmios
| Ano  | Prêmio                                           | Categoria                                | Mostrar                       | Resultado        | Ref.  |
| ---- | ------------------------------------------------ | ---------------------------------------- | ----------------------------- | ---------------- | ----- |
| 2011 | Prêmios Chaguo la Teeniez                        | Melhor atriz                             | Tahidi High                   | Venceu           |       |
| 2013 | Prêmio Kalasha 2013                              | Melhor atriz coadjuvante                 | Casa de Lungula               | Venceu           |       |
| 2015 | Prêmio Kalasha 2015                              | Descoberta +254                          | Melhores Apresentadores de TV | Venceu           | [ 7 ] |
| 2018 | Festigioso Festival Internacional de Cinema 2018 | Melhor atriz                             | A firma que você tem          |                  |       |
| 2018 | LA Shorts Awards 2018                            | Prêmio de Prata de Melhor Atriz          | A firma que você tem          |                  | [ 8 ] |
| 2018 | LA Shorts Awards 2018                            | Prêmio de Prata de Melhor Curta Metragem | A firma que você tem          |                  | [ 8 ] |
| 2019 | kalasha 2019 Prêmios                             | Melhor atriz                             | Plano B                       |                  | [ 2 ] |
| 2020 | África Magic Viewers Choice Awards               | Melhor Filme da África Oriental          | Plano B                       |                  | [ 8 ] |
| 2022 | África Magic Viewers' Choice Awards              | Melhor Atriz em Comédia                  | Na hora certa                 | Ainda em análise |       |
| 2022 | África Magic Viewers' Choice Awards              | Melhor Filme África Oriental             | Na hora certa                 | Ainda em análise | [ 9 ] |
| 2022 | África Magic Viewers' Choice Awards              | Melhor Filme Geral                       | Na hora certa                 | Ainda em análise |       |